# Водуайе, Жан-Луи
Жан-Луи Водуайе́ (фр. Jean-Louis Vaudoyer; 10 сентября 1883, г. Ле-Плесси-Робинсон, департамента О-де-Сен — 20 мая 1963, Париж) — французский поэт, романист, эссеист, искусствовед и историк.

## Биография
Родился в семье известных архитекторов. Внук архитектора Леона Водуайе. Окончил лицей Карно в Париже, затем поступил в Школу Лувра.
Во время оккупации Парижа немцами с 1941 по 1944 в качестве генерального директора руководил парижским театром Комеди Франсез.
В 1950 году был избран членом Французской академии.

## Творчество
Как художественный критик и писатель, Водуайе стал известен широкой публике благодаря сотрудничеству с несколькими журналами. Он был автором романов и стихов. Любитель театра, музыки и балета, поклонник балерины Тамары Карсавиной и Русских сезонов, он подал Льву Баксту идею к столетию Теофиля Готье. Балет «Видение розы» по мотивам стихотворения Готье был выбран Сергеем Дягилевым.

## Избранные произведения
- L’Amour masqué (1908),
- Suzanne et l’Italie (1909),
- La Bien-aimée (1909),
- La Maîtresse et l’amie (1912),
- Poésies (1913),
- Les Papiers de Cléonthe (1919),
- L’Album italien (1922),
- La Reine évanouie (1923),
- Les Délices de l’Italie (1924),
- Raymonde Mangematin (1925),
- Beautés de la Provence (1926),
- Rayons croisés (1928),
- Franges (1938),
- Peintres provençaux (1947),
- L’Italie retrouvée (1950),
- La Sicile (1958) и другие.

## Награды и премии
- Большая литературная премия Французской академии (1928)
- Военный крест 1914—1918
- Командор ордена Почётного легиона
- Prix d’Aumale